# Pioneer Investments

Logo der Pioneer Investments

Unter der Bezeichnung Pioneer Investments traten die Unternehmen der Pioneer Global Asset Management-Gruppe auf. Im Dezember 2016 wurde Pioneer Investments von der französischen Fondsgesellschaft Amundi übernommen, die dadurch zum größten Vermögensverwalter Europas aufstieg. Die Übernahme wurde im Juli 2017 abgeschlossen. Mit der Umbenennung der Produkte Anfang 2018 ist die Marke Pioneer Investments Vergangenheit.
Pioneer Investments gehörte bis 2016 zur italienischen Bankgruppe UniCredit in Mailand. Im Jahr 2014 verwaltete die Gruppe ein Fondsvermögen von 185,5 Milliarden Euro. 
Die Ursprünge des Unternehmens gingen zurück auf den Wirtschafts-Journalisten Philip L. Carret, der 1928 mit dem Pioneer Fund den drittältesten Aktienfonds der USA gründete. Warren Buffett lobte ihn als „den besten langfristigen Anlageerfolg der Geschichte Amerikas“.
Die deutsche Pioneer Investments Kapitalanlagegesellschaft mbH war die neue Firma der Activest-Investmentgesellschaft mbH.
In Österreich wurde im November 2006 die Kapitalanlagegesellschaft der Bank Austria Creditanstalt, die Capital Invest, im Zuge der Umstrukturierung infolge der Übernahme durch die UniCredit in Pioneer Investments Austria umbenannt.

## Geschichte
Die ersten Fonds wurden 1928 durch Philip L. Carret gegründet. Das Fondsvolumen überschritt 1951 die Eine-Million-US-Dollar-Grenze. Pioneer führte 1967 als erster Vermögensverwalter Investmentfonds in Italien ein. Als erste ausländische Fondsgesellschaft steigt Pioneer 1969 in den deutschen Markt ein. 1992 wurde der erste Publikumsfonds in Polen vertrieben. UniCredit kaufte 2000 Pioneer Investments. Ein Investmentzentrum wurde 2001 in Singapur gegründet. Das Unternehmen Momentum, das durch die Auflage von Dach-Hedge-Fonds bekannt geworden ist, wurde 2002 gegründet. Nach Bulgarien expandierte man 2003, 2007 folgten Indien und Russland, 2008 die nordischen Länder und Lateinamerika. 
Die Fusion der Muttergesellschaft UniCredit mit der HypoVereinsbank hatte auch Auswirkungen auf Pioneer Investments.
Pioneer übernahm die Investmentgesellschaft Activest von der HypoVereinsbank, um die Aktivitäten der beiden Fondsverwaltungen zusammenzuführen. 2012 bündelte Pioneer seine Schwellenmärkte-Investmentaktivitäten in einer neuen Niederlassung in London und expandierte nach Asien. Im Rahmen seiner Wachstumsstrategie expandierte das Unternehmen 2013 nach Mexiko. 
2016 übernahm Amundi die Firma Pioneer Investments. Die Übernahme wurde 2017 abgeschlossen; damit wurde die Marke Pioneer Investments außerhalb der USA aufgegeben.